# Joachim Ludolf von Bassewitz
Joachim Ludolf von Bassewitz auch Joachim Ludolph von Bassewitz, Ludwig von Bassewitz (* 14. Juli 1721 in Lühburg; † 1786)  war Mecklenburg-Schwerinscher Landrat, Geheimrat im Fürstentum Ansbach und kursächsischer wirklicher Geheimrat.:53

## Leben und Wirken
Er entstammte der Familie von Bassewitz, die in Mecklenburg zum eingeborenen Adel zählte. Nach dem Studium der Rechtswissenschaft ab September 1736 an der Universität Rostock, wo er auch als Respondent nachgewiesen ist, und 1741 in Göttingen trat er wie seine Brüder, Philipp Cuno Christian von Bassewitz und Henning Adam von Bassewitz, in die Dienste des Markgrafen von Ansbach und Bayreuth, Karl Wilhelm Friedrich. 1745 wurde er dort zunächst Regierungsrat, dann Geheimrat. Später war er beim Reichshofrat in Wien. Nach seiner Rückkehr nach Mecklenburg wurde er Landrat für das Herzogtum und von der Ritterschaft in den Engeren Ausschuss gewählt. Als Landrat war er Mitunterzeichner des Landesgrundgesetzlichen Erbvergleiches:53
1782 veräußerte er seine Güter Gut Lühburg, Repnitz und Basse im ritterschaftlichen Amt Gnoien an den Jägermeister David Splittgerber und zog zunächst auf das Gut Tölschow in Schwedisch-Pommern, später nach Stralsund. Verheiratet war er mit Antonie Wilhelmine von Mandelsloh (a.d.H. Toitenwinkel). 1786 starb er nach lang durchlittener Krankheit an Leberverhärtung.:54 Seine Witwe heiratete den Grafen Carl Anselm zu Putbus. Bassewitz hatte den sächsischen Kammerherrenschlüssel und war Träger des Großkreuzes des Roten Adlerordens:53 .